# Escutelo (entomologia)

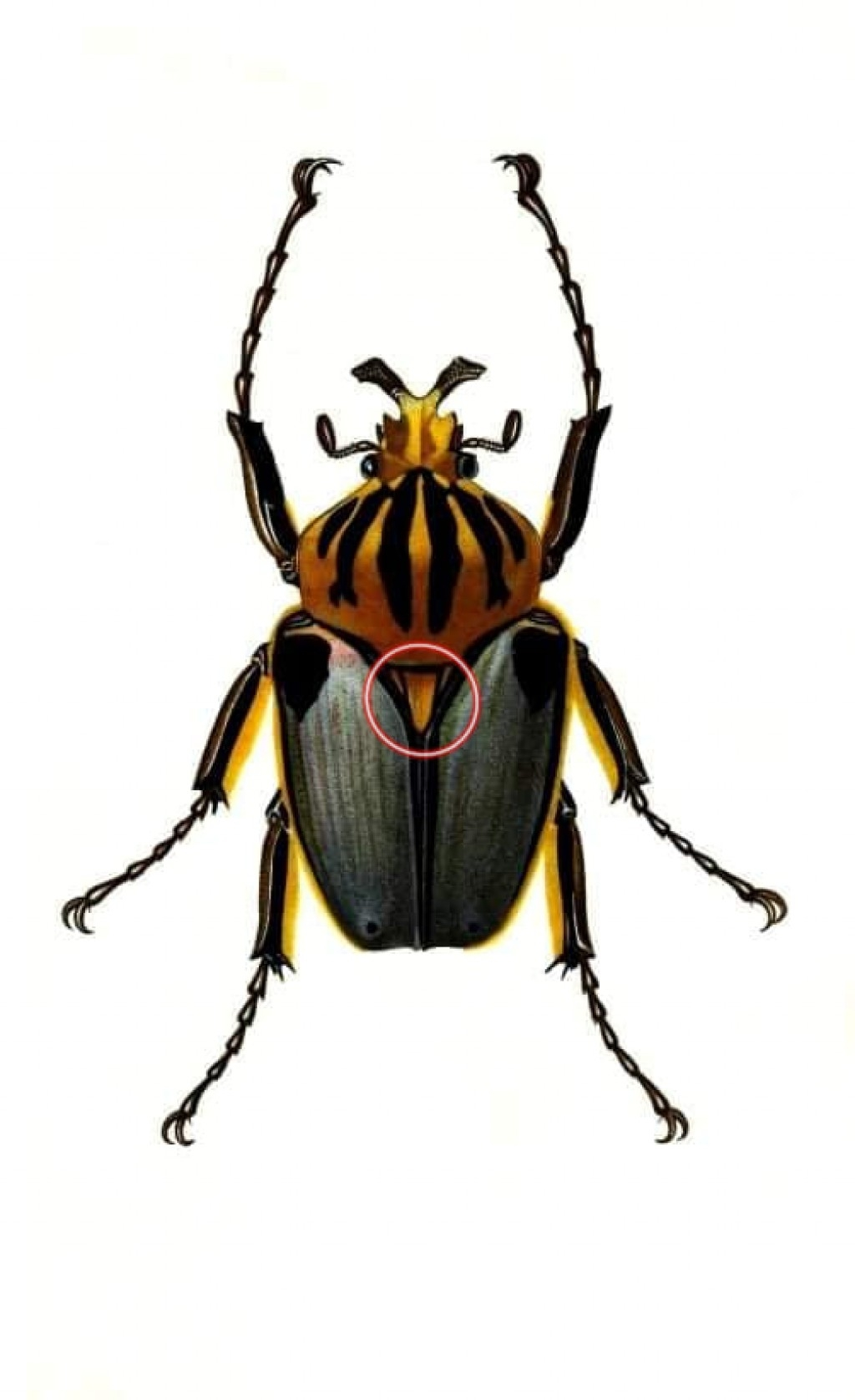
No círculo a estrutura triangular, denominada escutelo, do besouro Cetoniidae africano Goliathus cacicus; abaixo de seu protórax e entre a base de seus élitros de coloração perolada.

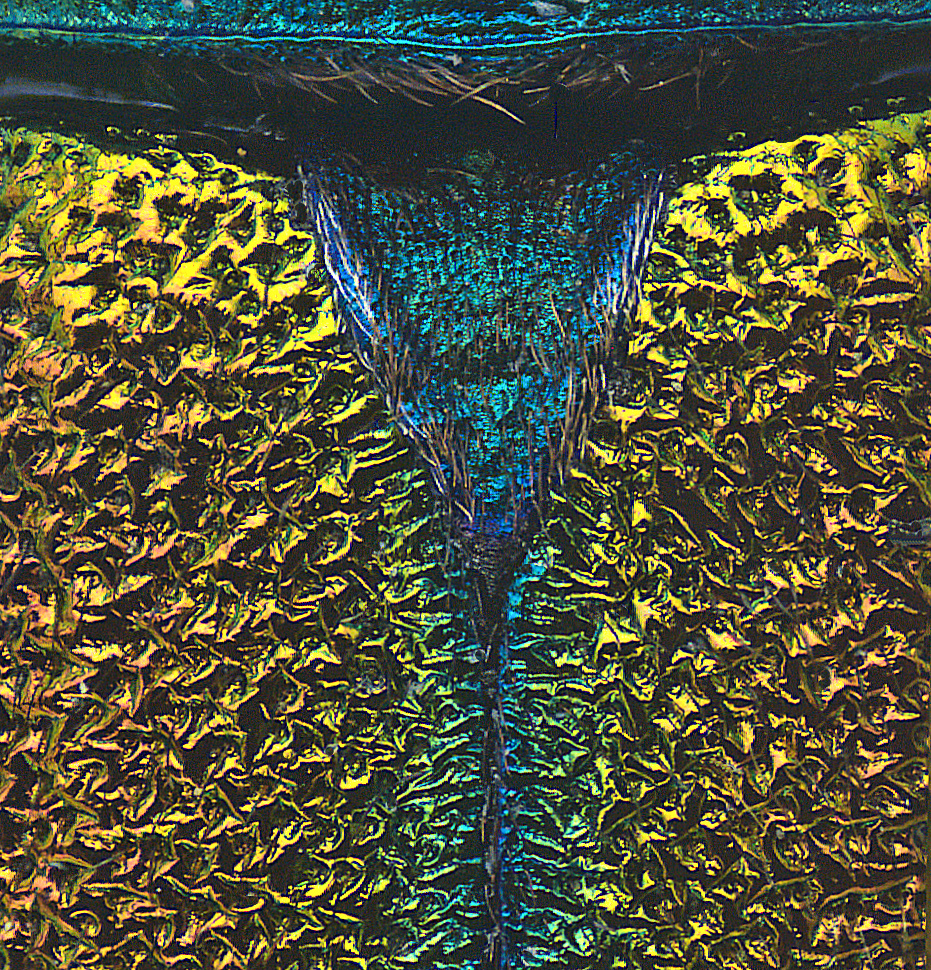
Detalhe do escutelo azulado de um besouro Cerambycidae da espécie Polyzonus cuprarius.

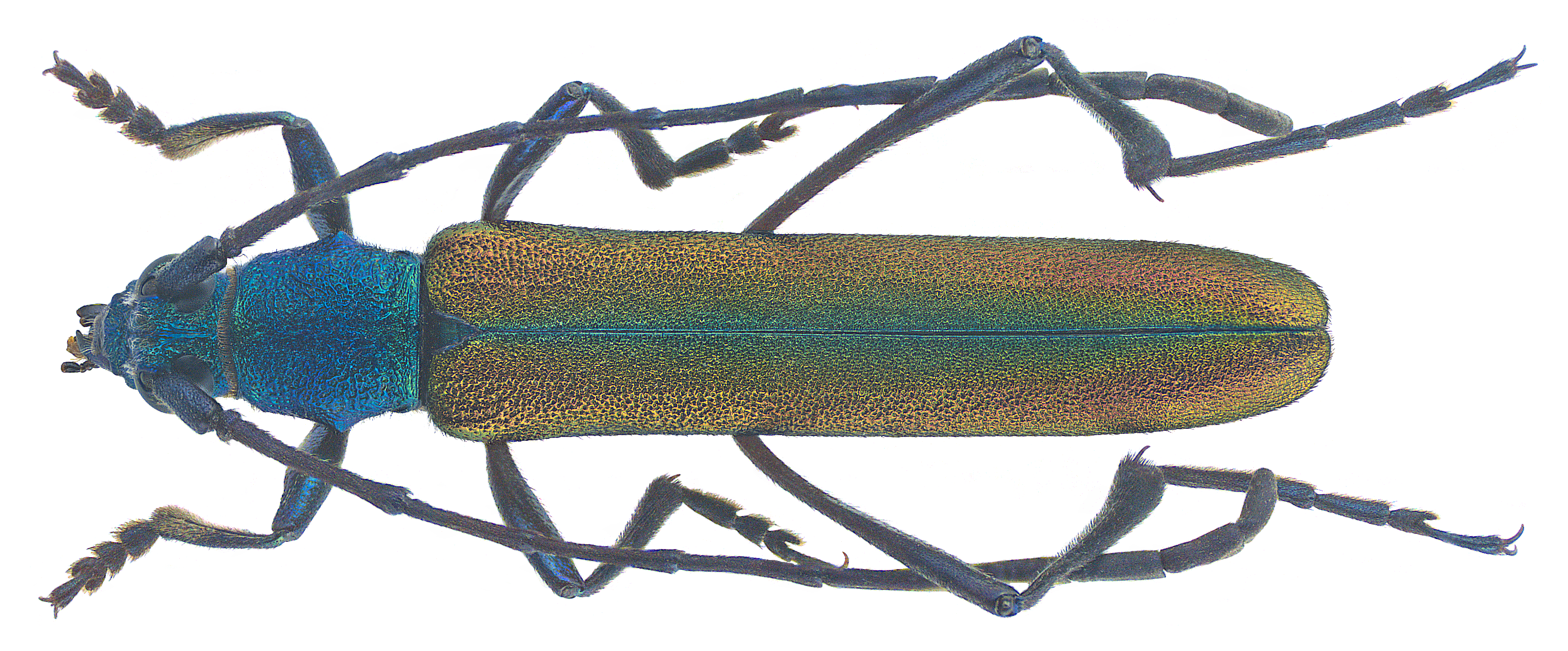
O besouro Cerambycidae Polyzonus cuprarius.

Em entomologia (o estudo zoológico dos insetos) o termo escutelo ("pequeno escudo"; em latim, vindo de scutum = escudo) apresenta as seguintes definições dadas, de acordo com as referências; demonstrando diversas maneiras de definir uma mesma estrutura: placa triangular situada no dorso, entre as asas e o pronoto de um inseto; esclerito de um noto torácico, nos insetos; parte posterior do tergo nos insetos; uma pequena placa, ou parte, semelhante a um escudo, no tórax dos insetos; esclerito em forma de escudo no mesotórax de certos insetos, posterior ao scutum - um esclerito dorsal, em forma de escudo ou placa, de certos insetos e aracnídeos; a terceira das principais divisões da superfície dorsal de um segmento torácico, geralmente óbvia apenas no mesotórax e muito grande em alguns insetos; o terceiro esclerito mesotorácico de um inseto, geralmente muito perceptível em besouros (Coleoptera), hemípteros (Heteroptera) e moscas (Diptera). O escutelo forma tipicamente um pequeno triângulo, apontando posteriormente, na base das asas dobradas. O escutelo é a porção posterior do mesotórax ou do metatórax da região dorsal de um tórax de inseto; no entanto, é usado quase que exclusivamente no contexto anterior, pois o metatórax dorsal é bastante reduzido na maioria dos grupos de insetos. Nos hemípteros e em alguns coleópteros, o escutelo é uma pequena placa triangular, atrás do pronoto e entre a base das asas anteriores. Em Diptera e Hymenoptera, o escutelo é quase sempre distinto, mas muito menor que o, e imediatamente posterior ao, mesotórax.

O escutelo em diversos tipos de insetos
26 = Escutelo em Heteroptera (Hemiptera)
6 = Escutelo em Muscidae (Diptera)
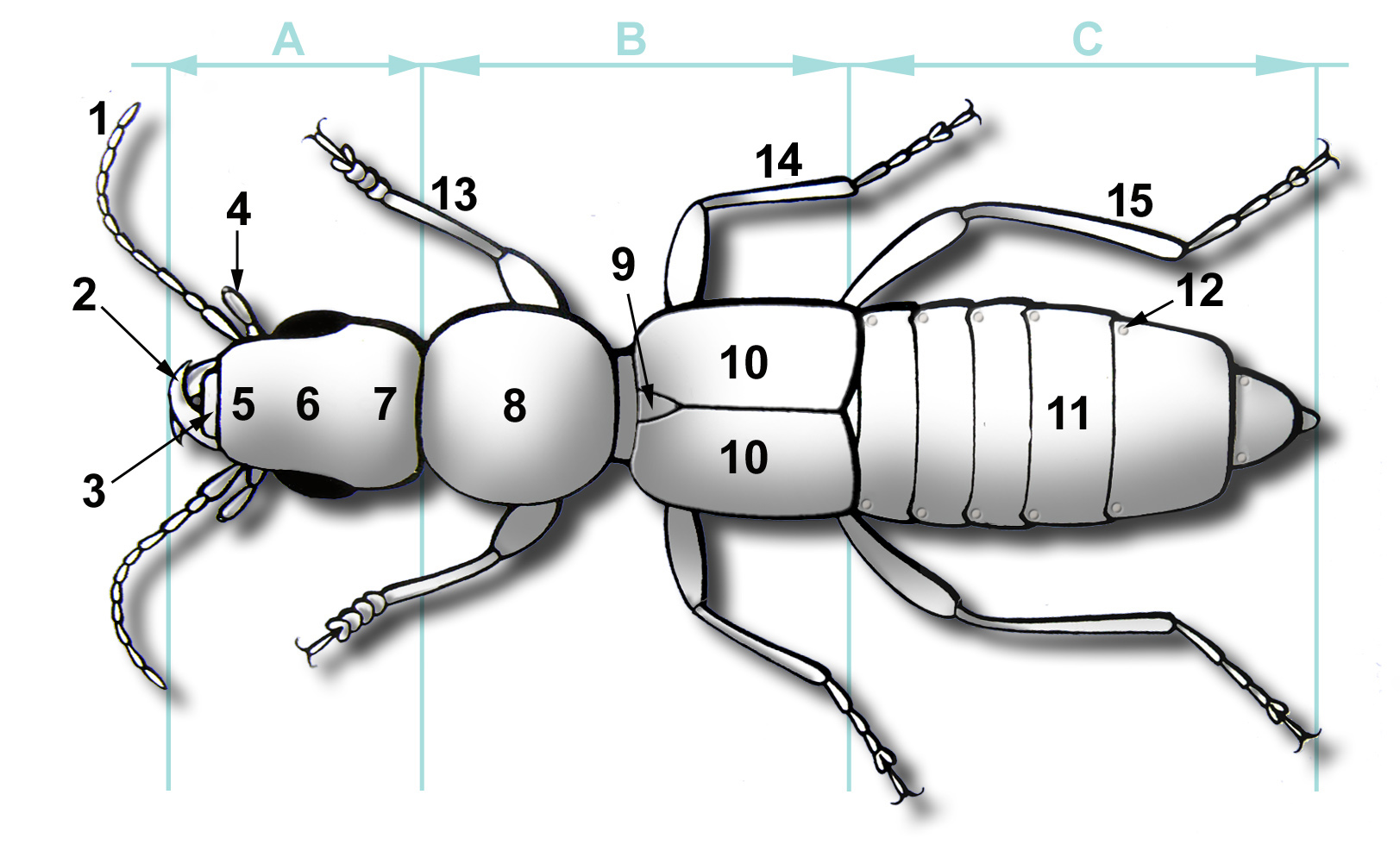
9 = Escutelo em Staphylinidae (Coleoptera)
10 = Escutelo em Formicidae (Hymenoptera)